# GeForce
GeForce是由輝達公司開發的個人電腦的圖形處理器品牌。第一款GeForce產品是為高邊際利潤（高階）遊戲社群和計算機用戶的市場所設計開發，但是後來的產品發佈擴展了產品線，涵蓋圖形市場的所有細分市場，從低階、中階到高階。到2020年為止，GeForce的設計已經包含16個世代。它現在的競争對手是AMD的Radeon系列圖形處理器。NVIDIA亦擁有定位於專業圖形處理領域的Quadro系列，多數產品使用與GeForce相同的核心，GeForce的早期產品甚至可以藉由改刷韌體的方式軟改為Quadro系列。
英伟达通常會為一個新的系列，研發一個旗艦級產品。而後削減其擁有的功能（如核心、記憶體），成為中階或低階產品。

## 名称
“GeForce”这个名字源于Nvidia在1999年初举办的名为“Name That Chip”的比赛。该公司呼吁公众为RIVA TNT2系列显卡的继任者命名。在收到的超过12,000个参赛作品中，7名获奖者获得了RIVA TNT2 Ultra显卡作为奖励。

## 恶搞
NVIDIA GeForce GTX590显卡曾出现由于设计供电不足在超频时发生烧毁的现象，因此被网友经常恶搞讽刺，甚至比喻为核弹，也引发了对黃仁勳的恶搞。
2013年12月11日，中国大陆甘肃卫视的《揭秘真相》节目中，主持人在介绍火箭推进榴弹时，因編輯部門未有詳細校驗，在錄播節目上一字不差地引用了百度百科“航母殺手”词条中网友对于NVIDIA Geforce系列显卡GTX690的恶搞评论，稱其為戰術核顯卡，引起舆论哗然和恥笑，另外其實GTX690的發熱量並不高，但因 GTX590 龐大的發熱量而令人以為下一代熱量更可觀，而在上市之初就被使用，最後因上述節目而在電腦圈廣為流傳，成為GTX690 的代名詞。

## 外部連結
- （简体中文）英伟达GeForce®（精视™）中国大陆官方网站 （页面存档备份，存于）
- （繁體中文）NVIDIA GeForce 台湾官方網站 （页面存档备份，存于）
- NVIDIA GeForce的Instagram帳戶
- NVIDIA GeForce的Facebook專頁